# Nowy Testament

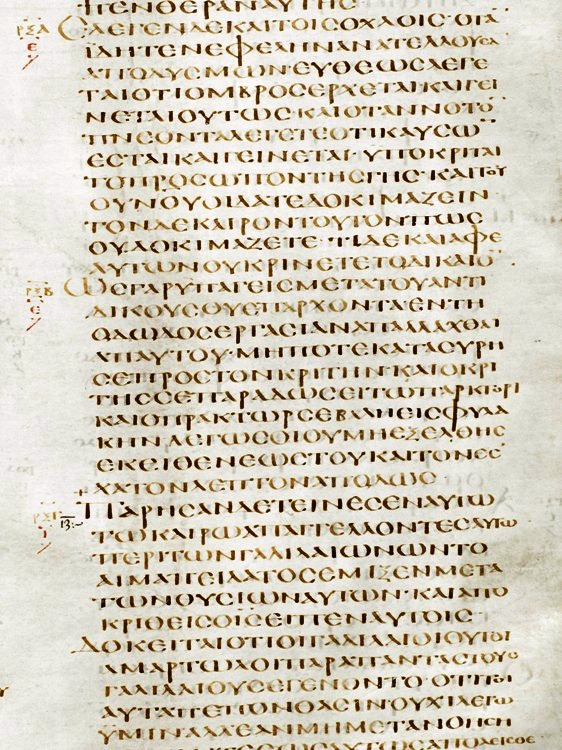
Fragment Ewangelii Łukasza w Kodeksie Aleksandryjskim z V wieku

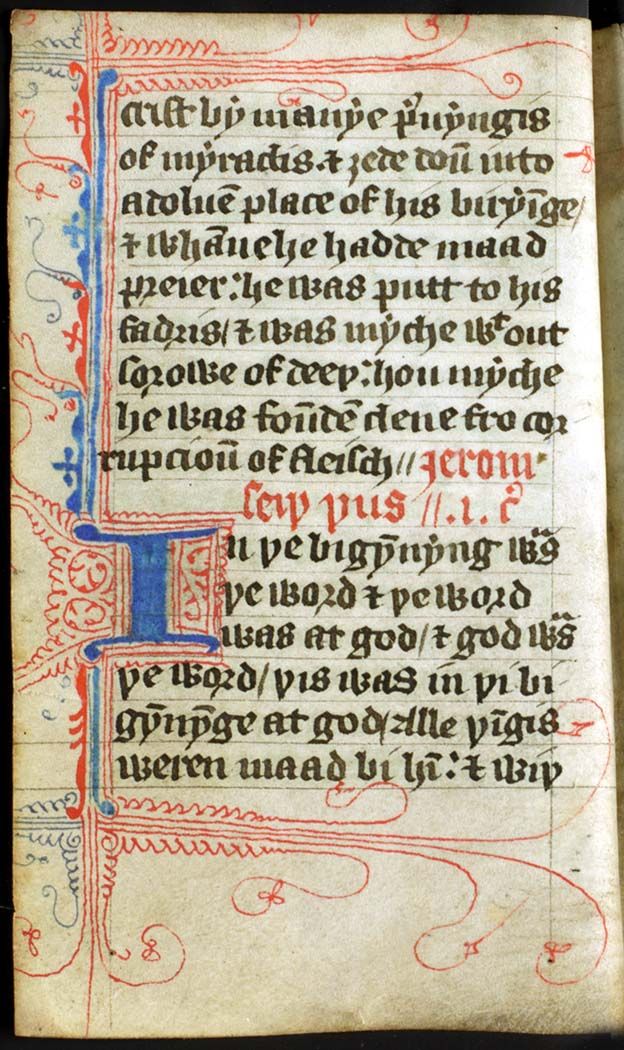
Pierwsza strona Ewangelii Jana z Biblii Johna Wyclifa (XIV wiek)

Nowy Testament (gr. Ἡ Καινὴ Διαθήκη, Hē Kainē Diathēkē) – druga część Biblii chrześcijańskiej, zaraz po Starym Testamencie, stanowiąca zbiór dwudziestu siedmiu ksiąg, napisanych przez piętnastu lub szesnastu autorów między rokiem 50 a 120 po Chrystusie w formie koine języka starogreckiego. Księgi te są skierowane do osób indywidualnych lub wspólnot chrześcijańskich.
Treść Nowego Testamentu przekazywana była do czasów współczesnych w postaci odpisów i kopii, z których najstarsze manuskrypty pochodzą z II wieku, a pełny odpis z IV wieku. Ich zbiór uważany jest za jeden z fundamentalnych tekstów, pozwalający zrozumieć ludzką historię i naturę. 
Testament  kształtował postawy i zachowania chrześcijan przez dwa tysiące lat, pozostając do dziś głównym źródłem chrześcijańskiej doktryny i etyki. Od XVIII wieku stanowi przedmiot badań uczonych, którzy krytycznie podchodzą do treści i pochodzenia. Rezultaty tych badań są niekiedy bardzo złożone.

## Zawartość Nowego Testamentu
Pierwsze cztery księgi zbioru to ewangelie. Ogłaszają one Dobrą Nowinę poprzez opowieści o Jezusie – jego narodzinach, życiu, nauczaniu, cudach, ukrzyżowaniu i zmartwychwstaniu. Wszystkie cztery księgi są anonimowe, choć tradycyjnie przypisywane Mateuszowi, Markowi, Łukaszowi i Janowi. Wczesnochrześcijańskie źródła z II wieku podają, że Mateusz i Jan byli uczniami Jezusa, natomiast Marek był sekretarzem Piotra Apostoła, a Łukasz towarzyszem wypraw misyjnych Pawła z Tarsu.
Następną księgą są Dzieje Apostolskie, napisane przez tego samego anonimowego autora co trzecia ewangelia. Badacze nazywają go nadal Łukaszem, chociaż nie mają pewności co do jego tożsamości. Księga jest dalszym ciągiem ewangelii i opowiada o dziejach pierwszych chrześcijan, począwszy od wydarzeń bezpośrednio po śmierci Jezusa. Jej głównym tematem jest rozszerzanie się chrześcijaństwa w Cesarstwie Rzymskim, zarówno wśród Żydów, jak i pogan, przede wszystkim poprzez opowieści o misjonarskiej pracy Pawła z Tarsu.
Dalszą część zbioru wypełnia dwadzieścia jeden „listów”, to znaczy pism skierowanych do chrześcijańskich wspólnot bądź osób indywidualnych. Nie wszystkie one są, ściśle rzecz biorąc, pozostałościami po korespondencji. List do Hebrajczyków na przykład, wydaje się być wczesnochrześcijańską mową, a 1. List Jana rodzajem traktatu doktrynalnego, jednakże wszystkie dwadzieścia jeden ksiąg nazywa się tradycyjnie „listami”. Z tekstu trzynastu z nich wynika, że ich autorem jest Paweł z Tarsu, chociaż wielu badaczy kwestionuje jego autorstwo części z tych utworów. Większość z listów jest odpowiedzią na teologiczne i praktyczne problemy wspólnot chrześcijańskich, do których są adresowane. O ile ewangelie i Dzieje Apostolskie są przede wszystkim opowieściami o początkach chrześcijaństwa, to listy skupiają się na wierze, moralności i życiu codziennym wspólnot.
Zbiór zamyka księga Objawienia, najstarszy zachowany tekst chrześcijańskiej apokaliptyki. Napisana przez proroka o imieniu Jan opowiada o przyszłych wydarzeniach, które doprowadzą do powtórnego przyjścia Jezusa – kulminacji chrześcijańskiej wizji człowieka i historii.

## Nazwa zbioru
Termin „Nowy Testament” pochodzi od greckiego tłumaczenia hebrajskich słów ברית חדשה (brit chadasza), oznaczających dosłownie „przymierze nowe”. Zwrot hebrajski pojawił się po raz pierwszy w księdze proroka Jeremiasza: oto nadchodzą dni – wyrocznia Pana – kiedy zawrę z domem Izraela i z domem Judy nowe przymierze. Tłumacze Septuaginty oddali ten termin za pomocą greckiego zwrotu καινὴ διαθήκη – dosłownie „nowy testament”. Hieronim tłumacząc księgi na łacinę, użył w Wulgacie tytułu Novum Testamentum, skąd zapożyczył go język polski.
„Nowym Testamentem” nazywano w piśmiennictwie chrześcijańskim I i II wieku nową moralność, opartą na Dobrej Nowinie i nową formę bezkrwawego kultu, które przeciwstawiano moralności i kultom Żydów oraz pogan. Określano nim także ustny przekaz o Jezusie pochodzący od apostołów. Nie stosowano go jednak do ksiąg. Dopiero anonimowy autor w roku 192 lub 193, cytowany przez Euzebiusza z Cezarei, w polemice z montanistami użył go, jak się wydaje, do kolekcji ewangelii. Pierwszym, który stosował konsekwentnie termin „Nowy Testament” na określenie zbioru składającego się z ewangelii, dziejów i listów, był Orygenes (ok. 185-253/254). Po nim ten termin upowszechnił się, a od IV wieku używano już niemal wyłącznie tytułu „Nowy Testament”.

## Datowanie Nowego Testamentu
Do połowy XIX wieku przeważał w nauce pogląd, że Nowy Testament został spisany w drugiej połowie I wieku. Opierał się on na założeniu, że najstarsze cytaty z ksiąg Nowego Testamentu znalazły się w pierwszym liście Klemensa Rzymskiego, napisanym prawdopodobnie w roku 95 lub 96 po Chrystusie. Klemens przytoczył słowa Jezusa z ewangelii Marka, Mateusza i Łukasza, chociaż nie używał terminu „ewangelia”. Znał również kilka listów Pawła z Tarsu oraz list do Hebrajczyków. Jest to tak zwana datacja krótsza, zgodnie z którą Nowy Testament powstał między rokiem 50 a 100.
W połowie XIX wieku badacze ze szkoły tybińskiej zwrócili uwagę, że pierwszym, który cytował niemal wszystkie księgi Nowego Testamentu i traktował zbiór jako całość był dopiero Ireneusz z Lyonu (zm. ok. 202). Ich zdaniem liczne fragmenty ksiąg wskazywały na to, że zostały zredagowane podczas polemik charakterystycznych dla sytuacji chrześcijaństwa w II wieku. W ten sposób uformowała się tak zwana datacja dłuższa, zgodnie z którą Nowy Testament powstał między rokiem 50 a 170.
W XX wieku wśród badaczy występowały oba skrajne stanowiska, jednak większość przychylała się do kompromisowej datacji ksiąg Nowego Testamentu, między rokiem 50 a 120. Niektórzy przesuwają nieco redakcje ostatnich ksiąg na rok 130.
Według powszechnej opinii biblistów najstarszą księgą Nowego Testamentu jest Pierwszy list do Tesaloniczan. Część badaczy uważa, że Paweł z Tarsu napisał go prawdopodobnie z początkiem 52 roku, inni przesuwają jego powstanie na rok 50. Natomiast nie ma zgody, która część Nowego Testamentu została napisana jako ostatnia; bibliści datują na około 120 rok różne księgi, wśród których najczęściej powtarzają się drugi list Piotra, tzw. listy pasterskie i ewangelia Jana.

## Etapy powstawania ksiąg Nowego Testamentu
Większość biblistów uważa, że księgi Nowego Testamentu powstawały w dwóch etapach, rozdzielonych przez wydarzenia z lat sześćdziesiątych I wieku. Prawdopodobnie pomiędzy rokiem 60 a 64 zginęli Piotr Apostoł, Paweł z Tarsu i Jakub Sprawiedliwy – osoby kluczowe dla pierwszych dziesięcioleci historii chrześcijaństwa. Wraz z nimi odchodziła pierwsza generacja chrześcijan – pokolenie, które pamiętało czasy Jezusa. Niedługo potem, w roku 66, wybuchła wojna żydowska, która doprowadziła do zburzenia Jerozolimy w roku 70. Spowodowała ona upadek dotychczasowej formy religii żydowskiej, a także ucieczkę z Judei większości tamtejszych chrześcijan. Odtąd Jerozolima przestała być centralnym ośrodkiem chrześcijaństwa, które z religii świątyni przekształciło się w religię uniwersalną, już uniezależnioną od swych żydowskich korzeni.
W pierwszym okresie, a więc przed śmiercią apostołów i wojną żydowską, kluczową rolę odgrywała tradycja ustna przekazywana przez bezpośrednich świadków. Została ona utrwalona w autentycznych listach Pawła z Tarsu, które zachowały się w Nowym Testamencie. Pozostałe piśmiennictwo tego okresu zaginęło, ale jego ślady znajdują się u późniejszych autorów, więc częściowo można je zrekonstruować. Należało do niego między innymi tzw. źródło Q, które według hipotezy było jednym ze źródeł przy redagowaniu ewangelii Mateusza i Łukasza.
W drugim okresie, mniej więcej między końcem lat sześćdziesiątych a rokiem 120, została napisana większość ksiąg. Powstały pseudoepigrafy Pawła z Tarsu i innych apostołów, w których zapisano wciąż żywą ustną tradycję wywodzącą się od bezpośrednich uczniów Jezusa. Na podstawie źródeł pisanych z pierwszego okresu oraz ustnej tradycji drugiego pokolenia chrześcijan, zostały zredagowane cztery ewangelie. Jak to ujął autor Ewangelii Łukasza: wielu już starało się ułożyć opowiadanie o zdarzeniach, które się dokonały pośród nas, tak jak nam je przekazali ci, którzy od początku byli naocznymi świadkami i sługami słowa. Postanowiłem więc i ja zbadać dokładnie wszystko od pierwszych chwil i opisać ci po kolei, dostojny Teofilu, abyś się mógł przekonać o całkowitej pewności nauk, których ci udzielono.

## Autorzy ksiąg Nowego Testamentu
Autorem największej liczby ksiąg Nowego Testamentu był Paweł z Tarsu. Niegdyś przypisywano mu czternaście listów, chociaż jedynie na trzynastu zapisano jego imię. Tylko siedem przyjmuje się we współczesnej krytyce bez zastrzeżeń. Są to cztery duże listy – do Rzymian, pierwszy i drugi do Koryntian oraz do Galatów oraz trzy krótsze: pierwszy do Tesaloniczan, do Filipian i do Filemona. Dwa dalsze – drugi do Tesaloniczan oraz do Kolosan – są przez egzegetów dyskutowane. Rzadko ktoś współcześnie przypisuje autorstwo Pawła listowi do Efezjan oraz listom pasterskim – dwóm do Tymoteusza oraz do Tytusa. Natomiast już nikt nie uważa listu do Hebrajczyków za dzieło Pawła.
Autorzy listów do Kolosan i Efezjan znali listy Pawła i opierali się na nich, jednak mają różne od pawłowego słownictwo, styl oraz treść. Dlatego wielu współczesnych komentatorów twierdzi, że ich autorami byli uczniowie Pawła. Najbardziej dyskutowane jest autorstwo drugiego listu do Tesaloniczan. Nie można z całą pewnością wykluczyć, że Paweł jest autorem tego listu, jednak dziwiło wielu badaczy, że po wysłaniu pierwszego pisma Paweł musiał szybko reagować i nieco inaczej niż poprzednio przedstawić problem powtórnego przyjścia Jezusa, do tego przy użyciu odmiennego stylu.
Od XIX stulecia począwszy utwierdzało się w nauce przekonanie, że autorem tzw. trzech listów pasterskich nie był Paweł, a adresatami nie byli Tymoteusz i Tytus. Listy zostały zredagowane przez nieznanego z imienia autora w oparciu o autorytet Pawła, najwcześniej dopiero pod koniec I wieku.
Anonimowymi pozostają dla współczesnych badaczy autorzy listu do Hebrajczyków, a także pseudoepigrafów Jakuba, Judy, pierwszego oraz drugiego Piotra. Podobnie anonimowi pozostają autorzy czterech ewangelii, z tym że autor trzeciej ewangelii i Dziejów Apostolskich to niewątpliwie ta sama osoba. Jedynie autor księgi Objawienia, Jan, zapisał własne imię, ale poza tym, że jak wynika z tekstu uważał się za proroka, nic pewnego nie można o nim stwierdzić. Większość biblistów uważa, że autorem trzech listów Jana była ta sama osoba, która w drugim i trzecim liście przedstawiła się jako „starszy” (prezbiter), chociaż część komentatorów twierdzi, że autorem pierwszego listu był inny autor.

## Wiarygodność historyczna Nowego Testamentu
Od XIX wieku toczyła się wśród badaczy dyskusja na temat historycznej wiarygodności tekstu Nowego Testamentu. Według części uczonych księgi były w pełni wiarygodne i zawierały wyłącznie fakty. Przeciwstawiali się im badacze, którzy uważali Nowy Testament jedynie za świadectwo wiary i zbiór mitów pierwszych chrześcijan. Niektórzy z krytyków kwestionowali nawet historyczność samego Jezusa.
W polskiej biblistyce jeszcze kilkadziesiąt lat temu występowały oba stanowiska. Wincenty Kwiatkowski w Apologetyce totalnej twierdził w 1962 roku, że autorzy Nowego Testamentu byli historykami fotografującymi poniekąd rzeczywistość, której byli świadkami lub o której dowiadywali się od świadków bezpośrednich. Natomiast Zygmunt Poniatowski w roku 1971 napisał: nie ma sensu mówić o Jezusie „historycznym”; ewangelie nie pozwalają bowiem wyjść poza obraz „Chrystusa wiary” – takiego, jakim jawił się on umysłom i uczuciom autorów (…) poszczególnych warstw przekazów Nowego Testamentu.
W ostatnich latach stanowiska obu stron sporu o historyczną wiarygodność Nowego Testamentu zbliżyły się. Krytycy przyznali, że u początków ksiąg znajdował się historyczny Jezus – jego słowa i czyny. Z drugiej strony obrońcy wiarygodności Nowego Testamentu stanęli na stanowisku, że odnotowane w nim fakty historyczne zostały przedstawione w ramach świadectwa wiary wspólnot chrześcijańskich – że jest to historia pisana przez wierzących dla wierzących w celu wzbudzenia i pogłębienia wiary.
Zdecydowana większość badaczy uważa, że chociaż Jezus nie napisał ani jednej linijki, jednak to właśnie on przyczynił się do powstania Nowego Testamentu. To on był w centrum wszystkich ksiąg, zachowały się w nich jego słowa i formy wypowiedzi. Przede wszystkim jednak to właśnie on zapoczątkował zmianę poglądów na Boga, człowieka i świat, a piśmiennictwo które ta zmiana wywołała nie było kontynuacją Starego Testamentu, ale czymś zupełnie nowym w formie i treści. Panuje też zgoda, co do twierdzenia, że w tekście Nowego Testamentu doszło do retrospekcyjnego naświetlenia faktów historycznych. Księgi zostały skierowane do konkretnych wspólnot chrześcijańskich, a przytoczone w nich fakty uwzględniały uwarunkowania i potrzeby religijne tych wspólnot. Stąd też badania uczonych skupiają się w ostatnich latach na odtworzeniu z tekstu Nowego Testamentu, za pomocą naukowych kryteriów, autentycznych słów i czynów Jezusa.

## Kanon Nowego Testamentu
Greckie słowo „kanon” (gr. κανών) ma wiele znaczeń, a pierwszy posłużył się nim wprost dla określenia ksiąg Nowego Testamentu, Atanazy z Aleksandrii w roku 367. Księgi, które powinny należeć do Nowego Testamentu, określił on terminem ksiąg kanonicznych (gr. βιβλία κανονιζόμενα), przeciwstawiając im apokryfy (gr. ἀπόκρυφα). Od jego czasu utrwaliły się w piśmiennictwie chrześcijańskim i nauce terminy – „księgi kanoniczne”, na określenie ksiąg, które wchodzą w skład Nowego Testamentu oraz „apokryfy” dla ksiąg, które po pewnych wahaniach zostały ze zbioru usunięte.
Ustalenie kanonu Nowego Testamentu było długotrwałym i skomplikowanym procesem. Wśród badaczy tej problematyki już od XVIII wieku nie ma zgody, co do przebiegu samego procesu. Część uważa, że powstawanie kanonu było ciągłym procesem rozszerzenia zbioru, od Ewangelii do dwudziestu siedmiu ksiąg, któremu towarzyszyła dyskusja pomiędzy różnymi ośrodkami. Druga część jest zdania, że powstawanie Nowego Testamentu było procesem eliminacji i wyłączania kanoniczności różnych ksiąg, z początkowo bardzo szerokiego zbioru. Dyskusja między badaczami, którzy reprezentują tak dwa odmienne stanowiska wciąż trwa i daleka jest od rozstrzygnięcia.

### Kanony grecki i łaciński
Pierwszym, który około 140 roku zapisał zawężoną przez siebie listę ksiąg Nowego Testamentu był Marcjon, który za natchnione uznawał jedynie Ewangelię Łukasza i listy apostoła Pawła. Z około 180 roku pochodzi Kanon Muratoriego, prywatny spis ksiąg po łacinie. Nie ma w nim pierwszego i drugiego listu Piotra, listu Jakuba i listu do Hebrajczyków. Do kanonu natomiast zostały włączone Apokalipsa Piotra (chociaż „niektórzy sprzeciwiają się, by była publicznie w kościele czytana”) oraz Księga Mądrości „napisana przez przyjaciół Salomona”.
Pod koniec drugiego wieku ustalił się ogólny zarys kanonu, składającego się z Ewangelii, Dziejów Apostolskich, trzynastu listów Pawła z Tarsu i jednego listu Jana. Jednak różni pisarze i różne środowiska kościelne podtrzymywały w dalszym ciągu odmienne tradycje w sprawie innych ksiąg, czego najlepszym przykładem była Aleksandria w czasach Orygenesa. Orygenes dzielił księgi Nowego Testamentu na Ewangelie i „Apostołów”. „Poza dyskusją” były dla niego cztery Ewangelie, jednak niekiedy cytował także ewangelie apokryficzne, które „są w Kościele aprobowane”. Wyrażał wątpliwości co do listu do Hebrajczyków. Przytaczał przy różnych okazjach fragmenty ksiąg, które później zostały uznane za apokryficzne i przyznawał im miejsce w kanonie. Nieco wcześniej, w Lyonie Ireneusz (zm. ok. 202) uważał kanon „jednej Ewangelii w poczwórnej formie” za zamknięty. Do „Apostołów” zaliczył Pasterza Hermasa, a wśród jego ponad tysiąca cytatów z ksiąg Nowego Testamentu nie było listu do Filemona, listu Judy, drugiego Piotra i trzeciego Jana. W Kartaginie Cyprian (zm. 258) odrzucił kanoniczność listu do Hebrajczyków, a wśród jego prawie ośmiu tysięcy cytatów z Nowego Testamentu brakuje listu do Filemona, listów Jakuba, Judy, drugiego Piotra i trzeciego Jana. W Jerozolimie Cyryl, w spisanych około 350 roku Katechezach, nie zaliczył do kanonu księgi Objawienia.
Niektóre utwory wymieniane na różnych listach – np. Didache, Pasterz Hermasa czy Apokalipsa Piotra – w końcu nie zostały włączone do kanonu. Inne, uznane za kanoniczne – jak List do Hebrajczyków – długo musiały czekać na powszechną akceptację. Stopniowo jednak uzgadniano wspólną opinię różnych ośrodków na Wschodzie i Zachodzie. Euzebiusz z Cezarei (zm. ok. 340), próbował w Historii Kościelnej uporządkować dotychczasowe dyskusje nad kanonem Nowego Testamentu. Podzielił księgi na trzy kategorie. Do pierwszej zaliczył dwadzieścia dwie, co do których zgadzają się prawie wszystkie Kościoły. Były to Ewangelie, Dzieje oraz listy Pawła, list do Hebrajczyków, pierwszy list Jana, pierwszy list Piotra i księga Objawienia. Do drugiej kategorii ksiąg, w sprawie których głosy różnych Kościołów są podzielone niemal po równo, zaliczył listy Jakuba, Judy, drugi i trzeci Jana oraz drugi Piotra. Pozostałe uznał za odrzucane przez większość Kościołów.
Pierwszy pełną listę dwudziestu siedmiu ksiąg, należących dzisiaj do zbioru Nowego Testamentu, zaproponował i rozesłał w Liście świątecznym (gr. Ἐπιστολή ἑορταστικέ) z roku 367 Atanazy z Aleksandrii. Adresatami listu byli biskupi greccy na Wschodzie i łacińscy na Zachodzie. Wielki w owym czasie autorytet Atanazego spowodował, że jego propozycja stopniowo była przyjmowana przez kościoły w całym Cesarstwie Rzymskim. Po 367 roku listy ksiąg Nowego Testamentu są już o wiele mniej zróżnicowane, jeżeli różnią się od listy Atanazego, to najczęściej jedną pozycją.
List Atanazego otrzymali między innymi biskupi Rzymu i Kartaginy, którzy na tej podstawie podnieśli sprawę kanonu na synodach. Kościół rzymski zatwierdził listę Atanazego na synodzie w roku 382. Nieco później zrobiły to kościoły afrykańskie – na synodach w Kartaginie w 390 roku i Hipponie w 393 roku. Dyskusje na Zachodzie w zasadzie zamknęło stanowisko Augustyna, który w drugiej księdze dzieła O nauce chrześcijańskiej (łac. De doctrina christiana), ukończonej w 426 roku, przytoczył w nieco zmienionej kolejności listę Atanazego i uznał ją za kanoniczną.
Wobec wznowionej przez protestanckich reformatorów w XVI wieku dyskusji nad kształtem kanonu, na wniosek papieża Pawła III, na Soborze trydenckim zaczęto rozważać tę kwestię podczas sesji 12 lutego 1546 roku. 8 kwietnia stosunkiem głosów 24 do 15, przy 16 osobach nieobecnych, sobór uchwalił dekret De canonicis scripturis. W tym dokumencie, po raz pierwszy w historii Kościoła, sprawa kanonu została uznana za artykuł wiary i poparta anatemą. Sobór, opierając się autorytecie Ojców Kościoła i tradycji, zatwierdził Nowy Testament składający się z dwudziestu siedmiu ksiąg i określił go „świętym”.
W kościele Wschodnim długo nie uważano sprawy kanonu Nowego Testamentu za problem wymagający jednoznacznego wyjaśnienia. Księgę Objawienia włączono do kanonu dopiero po pewnych wahaniach. Ignorują ją pisarze ze szkoły w Antiochii, dając tym wyraz poglądowi dominującemu w Kościele syryjskim. W bizantyjskim rycie liturgicznym, zależnym od Syrii i Palestyny, jest to jedyna księga Nowego Testamentu, której nie używano w liturgii. Jednakże stanowisko szkoły w Aleksandrii, które wyraził Atanazy, a w ślad za nim, w VIII wieku Jan z Damaszku, znalazło w końcu poparcie Kościoła bizantyjskiego.
Sobór in Trullo z lat 691 i 692 zatwierdził kanon synodu z Kartaginy z listą Atanazego, ale jednocześnie kanon synodu z Laodycei, który do Nowego Testamentu zaliczył Listy Klemensa. W ostatecznej redakcji Nomokanonu z 883 roku, podstawy bizantyjskiego prawa kanonicznego, zawarto kanony synodów kartagińskich, w których znalazła się lista dwudziestu siedmiu ksiąg. Jednak jeszcze w X wieku używano w Kościele greckim co najmniej sześciu list ksiąg Nowego Testamentu. Lista Atanazego została powszechnie uznana za jedyną obowiązującą dopiero w XII-XIII wieku.

### Kanony wschodnie

#### Kanony syryjskie
Syryjskie przekłady Nowego Testamentu zaczęły powstawać już około roku 170. Do V wieku w kościołach syryjskich używano powszechnie Diatessaron, zestawienia czterech ewangelii autorstwa Tacjana Syryjczyka. Kanon Nowego Testamentu w języku syryjskim ukształtował się w V wieku, w formie tak zwanej Peszitty, składającej się z dwudziestu dwóch ksiąg (bez listu Jakuba, drugiego listu Piotra, drugiego i trzeciego listu Jana oraz księgi Objawienia). Wersja ta utrwaliła się wśród wschodnich Syryjczyków po soborze w Efezie z 431 roku i oddzieleniu się ich jako nestorian od reszty kościołów.
Wśród zachodnich Syryjczyków, rewizję przekładu Peszitty na podstawie tekstów greckich, przeprowadzono na polecenie biskupa Filoksena z Mabbug w roku 508. Nowy Testament w tej wersji też składał się z dwudziestu dwóch ksiąg, nie zawierał drugiego listu Piotra, drugiego i trzeciego listu Jana, listu Judy oraz księgi Objawienia. Taki kanon został przyjęty przez syryjskich monofizytów.
Współcześnie Syryjski Kościół Ortodoksyjny, Malankarski Syryjski Kościół Ortodoksyjny, Asyryjski Kościół Wschodu i Asyryjski Kościół Wschodu w Indiach używają w liturgii jedynie dwudziestu dwóch ksiąg Nowego Testamentu, chociaż część duchowieństwa w nauczaniu korzysta z wszystkich dwudziestu siedmiu ksiąg z listy Anastazego. O tym, że było już tak wcześniej, może świadczyć napis na Steli z Xi’an w Chinach z 781 roku. Informuje on w językach syryjskim i chińskim, że Chrystus pozostawił po sobie dwadzieścia siedem ksiąg.

#### Kanon koptyjski
Chociaż początki kościoła koptyjskiego są prawie całkowicie nieznane, większość badaczy twierdzi, że stopniowo wzdłuż Nilu język koptyjski wypierał we wspólnotach chrześcijańskich grecki a pierwsze tłumaczenia ksiąg Nowego Testamentu powstały za czasów biskupa Demetriusza z Aleksandrii (189 – 231). Można przypuszczać, że List Świąteczny Atanazego został rozesłany do kościołów egipskich także w języku koptyjskim, gdyż jego skrócony odpis zachował się w zbiorze zwanym Osiemdziesięcioma Pięcioma Apostolskimi Kanonami. Tłumaczenia tego tekstu, zapisanego bardzo archaicznym wariantem języka, doprowadziły niektórych uczonych do wniosku, że kanon koptyjski został rozszerzony o kilka dodatkowych ksiąg. Ostatnie badania wykazały, że Kościół koptyjski zawsze pozostał wierny liście swojego biskupa i używał kanonu składającego się z dwudziestu siedmiu ksiąg.

#### Kanon etiopski
Chociaż dzieje kościoła w Etiopii pozostają prawie całkowicie niezbadane, jest oczywiste, że używał on kanonu składającego się z dwudziestu siedmiu ksiąg za kościołem koptyjskim, którego zwierzchnikowi podlegał jurysdykcyjnie do 1959 roku.
Robert W. Cowley przeprowadził badania rękopisów Nowego Testamentu oraz dokumentów kościelnych w języku gyyz i w języku amharskim. Doszedł do wniosku, że obok właściwego kanonu, kościół etiopski używał także kanonu „poszerzonego”, składającego się z trzydziestu pięciu ksiąg.
Pierwsze cztery księgi „poszerzonego” kanonu to Sinodos, kolekcja przepisów, modlitw i pouczeń przypisywana Klemensowi Rzymskiemu. Po nich następuje księga zwana Qälēmenṭos, zawierająca nieznaną z innych źródeł korespondencję Piotra Apostoła do Klemensa Rzymskiego. Następne dwie księgi zawierają Mäṣḥafä kidan (Księgę przymierza). Pierwsza z nich to etiopskie przepisy prawa kościelnego, druga natomiast to rozmowy Jezusa z uczniami po zmartwychwstaniu, zbliżone w treści do Testamentum Domini. Zbiór zamyka Didesqelya, niemająca nic wspólnego z Didascalia Apostolorum, ale podobna do pierwszych siedmiu rozdziałów Konstytucji apostolskich.
Kościół etiopski przyjął kanon koptyjski składający się z dwudziestu siedmiu ksiąg, ale na obecnym etapie badań nie do końca jest jasne znaczenie tzw. „kanonu poszerzonego”.

#### Kanon ormiański
Armenia stała się pierwszym chrześcijańskim państwem już około połowy III wieku. Z tego okresu pochodził niezachowany ormiański przekład Diatessaron z syryjskiego, którego ślady znalazły się w późniejszym piśmiennictwie. Prawdopodobnie niedługo później dokonano przekładu wszystkich ksiąg Nowego Testamentu, z wyjątkiem księgi Objawienia, której pierwsza wersja pochodzi z V wieku. W najstarszych rękopisach Nowy Testament zawierał Trzeci List Pawła do Koryntian, który stopniowo był usuwany. Ostatni raz pojawił się on w edycji drukowanej ormiańskiej Biblii w 1815 roku, ale tylko jako dodatek. Kościół ormiański uznaje kanon składający się z dwudziestu siedmiu ksiąg z listy Atanazego.

#### Kanon gruziński
Gruzja przyjęła chrześcijaństwo około połowy IV wieku, jednak dopiero po wprowadzeniu alfabetu gruzińskiego, przed połową V wieku, przełożono księgi Nowego Testamentu. Jest kwestią dyskutowaną wśród uczonych, czy tego przekładu dokonano z ormiańskiego, czy też z greki. W najstarszych rękopisach brakuje księgi Objawienia. Jej tłumaczenia dokonał św. Eutymiusz tuż przed rokiem 987 i na ten okres należy datować uformowanie się pełnego kanonu tego Kościoła, składającego się z dwudziestu siedmiu ksiąg.

### Kanon protestancki
Po ponad tysiącu lat od ukształtowania się kanonu łacińskiego, XVI-wieczni reformatorzy podnieśli ponownie tę kwestię. W opublikowanym we wrześniu 1522 roku niemieckim przekładzie Nowego Testamentu, Marcin Luter napisał krytyczne wstępy do czterech ksiąg – listu do Hebrajczyków, listu Jakuba, listu Judy oraz księgi Objawienia – i wyraził wątpliwości co do ich kanoniczności, chociaż nie usunął ich z tłumaczenia a jedynie zmienił pozycje, ustawiając je razem na końcu wydania. W 1523 roku, podczas debaty przed radą miejską w Zurychu, legaci biskupa Konstancji podnieśli argument, że skoro oponenci opierają się na zasadzie sola scriptura, to powinni uznać autorytet Kościoła, ponieważ to Kościół ustanowił kanon pism, które są podstawą ich wiary. Huldrych Zwingli kontrargumentował, że o kanoniczności księgi decyduje jej zgodność z Dobrą Nowiną, a ta nie jest zależna od decyzji ludzkich. Zwingli i Luter byli zdania w tym okresie, że jeśli wykaże się niezgodność jakiejś księgi z Ewangelią, powinno się ją usunąć z kanonu.
Tłumaczenie Lutra z 1522 roku wpłynęło na Jacuba Luciusa, który w 1596 roku cztery kwestionowane księgi oddzielił w swoim wydaniu od reszty, nazywając je „apokryfami”. W tym samym roku David Wolder, pastor kościoła św. Piotra w Hamburgu, ogłosił wydanie trójjęzyczne całego Pisma Świętego, w którym określił cztery księgi jako „niekanoniczne”. W 1614 roku powtórzył to w swoim wydaniu Goslar J. Voigt. W szwedzkiej Biblii Gustawa II Adolfa z 1618 roku, cztery kwestionowane przez Lutra księgi zostały zgrupowane w rozdziale „Apokryfy Nowego Testamentu”.
Jednak po śmierci Zwingliego Jan Kalwin zaakceptował kanon, natomiast Luter zmienił zdanie. W ostatnim przygotowanym przez siebie wydaniu niemieckiego tłumaczenia, z 1545 roku, przeredagował wstępy do czterech wcześniej kwestionowanych ksiąg, uznając ich kanoniczność. Pierwsze dokumenty kościołów protestanckich, w których przytoczono listę dwudziestu siedmiu ksiąg Nowego Testamentu to paryskie Confession de foy (Confessio Gallicana) z 1559 roku i holenderskie Confession de foy (Confessio Belgica), sporządzone w 1561 roku. Za Kalwinem i Lutrem kościoły protestanckie uznały kanon złożony z dwudziestu siedmiu ksiąg.

## Manuskrypty
Najstarsze fragmenty pochodzą z II w. (papirus Rylandsa 457 ({\displaystyle {\mathfrak {P}}}52), papirus Chester Beatty II ({\displaystyle {\mathfrak {P}}}46 z przełomu II i III wieku) z kolekcji A. Chestera Beatty’ego, Bodmera XIV-XV oraz Bodmera II).
Większe kodeksy Nowego Testamentu pochodzą z IV-V wieków – Kodeks Synajski (pełna kopia NT) i Kodeks Watykański oraz z V wieku (Kodeks Aleksandryjski, Kodeks Efrema oraz Kodeks Bezy).

## Wydania tekstu greckiego
Pierwsze wydanie drukiem tekstu całego Nowego Testamentu powstało pod kierownictwem kardynała Jiménesa, arcybiskupa Toledo, zmarłego w roku 1517. Zainicjował on druk wielojęzycznego tekstu Pisma Świętego w Alcalá (łac. Complutum). Stąd przyjęła się nazwa Biblia kompluteńska (łac. Biblia Complutensis). Tekst był gotowy w 1514 roku, ale dopiero w roku 1520 ogłoszono go drukiem w piątym tomie, w którym zawarto dwujęzyczne, łacińsko-greckie wydanie Nowego Testamentu. Badacze do dzisiaj nie rozstrzygnęli, na jakich rękopisach opierał się tekst Nowego Testamentu wydany w Alcalá.
Mniej więcej w tym samym czasie Frobeniusz, właściciel drukarni w Bazylei, zaproponował wydanie tekstu greckiego Nowego Testamentu Erazmowi z Rotterdamu. Dwujęzyczne wydanie Erazma, Novum Instrumentum omne, ukazało się już w roku 1516, ale pośpiech i oparcie się na drugorzędnych manuskryptach, spowodowały niedokładność tego dzieła. Dalsze wydania zostały nieco poprawione. Luter przetłumaczył Nowy Testament na język niemiecki z przedruku drugiego wydania z roku 1519. Poprawiony tekst w latach 1546, 1549, 1550 i 1551 wydali drukarze Robert Estienne (Stephanus) i jego syn Henryk. Podstawą był dla nich tekst Erazma porównany z Biblią kompluteńską.

## Spis ksiąg Nowego Testamentu
Poniższa kolejność wynika z tradycji, a nie z chronologii powstania – przyjmuje się, że najwcześniejsze są niektóre z Listów św. Pawła, a Ewangelie powstały później.

### Księgi historyczne

#### Ewangelie
| Lp. | Tytuł księgi       | Sigla      | Tytuł grecki  | Liczba rozdziałów | Tradycyjny autor    |
| --- | ------------------ | ---------- | ------------- | ----------------- | ------------------- |
| 1.  | Ewangelia Mateusza | Mt lub Mat | Κατὰ Ματθαῖον | 28                | Mateusz Ewangelista |
| 2.  | Ewangelia Marka    | Mk lub Mar | Κατὰ Μᾶρκον   | 16                | Marek Ewangelista   |
| 3.  | Ewangelia Łukasza  | Łk lub Łuk | Κατὰ Λουκᾶν   | 24                | Łukasz Ewangelista  |
| 4.  | Ewangelia Jana     | J lub Jan  | Κατὰ Ἰωάννην  | 21                | Jan Ewangelista     |

#### Dzieje Apostolskie
| Lp. | Tytuł księgi       | Sigla         | Tytuł grecki          | Liczba rozdziałów | Tradycyjny autor   |
| --- | ------------------ | ------------- | --------------------- | ----------------- | ------------------ |
| 5.  | Dzieje Apostolskie | Dz lub Dz.Ap. | Πράξεις τῶν Ἀποστόλων | 28                | Łukasz Ewangelista |

### Księgi dydaktyczne (mądrościowe)

#### Listy św. Pawła
| Lp. | Tytuł księgi                       | Sigla          | Tytuł grecki          | Liczba rozdziałów | Autor                                        | Tradycyjny rok napisania | Tradycyjne miejsce napisania                                  | Motyw napisania                                                                                     | Treść                                                      |
| --- | ---------------------------------- | -------------- | --------------------- | ----------------- | -------------------------------------------- | ------------------------ | ------------------------------------------------------------- | --------------------------------------------------------------------------------------------------- | ---------------------------------------------------------- |
| 6.  | List do Rzymian                    | Rz lub Rzym    | Πρὸς ῾Ρωμαίους        | 16                | Paweł z Tarsu (niekwestionowane)             | 55-58                    | Korynt                                                        | - Konsolidacja wspólnoty - O grzechu i usprawiedliwieniu - Prośba o pomoc przy podróży do Hiszpanii | Usprawiedliwienie przez wiarę i prawo                      |
| 7.  | 1 List do Koryntian                | 1 Kor          | Πρὸς Κορινθίους Α'    | 16                | Paweł z Tarsu (niekwestionowane)             | 53-57                    | Efez                                                          | - Uporządkowanie liturgii, spraw moralnych - Wyjaśnienie wątpliwości                                | - Celibat - Charyzmaty, miłość - Zmartwychwstanie          |
| 8.  | 2 List do Koryntian                | 2 Kor          | Πρὸς Κορινθίους Β'    | 13                | Paweł z Tarsu (niekwestionowane)             | 53-57                    | Macedonia                                                     | - obrona jego jako apostoła                                                                         | o apostolstwie św. Pawła                                   |
| 9.  | List do Galatów/List do Galacjan   | Ga lub Gal     | Πρὸς Γαλάτας          | 6                 | Paweł z Tarsu (niekwestionowane)             | 54-57                    | Efez                                                          | - walka z żydującymi - dla chrześcijan z pogaństwa                                                  | Zbawia Jezus, nie samo prawo                               |
| 10. | List do Efezjan                    | Ef lub Efez    | Πρὸς Ἐφεσίους         | 6                 | Paweł z Tarsu                                | 59-62 (z niewoli)        | Rzym                                                          | - list okólny (epistoła) - walka z żydującymi                                                       | - Dobro nawrócenia pogan - Eklezjologia                    |
| 11. | List do Filipian                   | Flp lub Filip  | Πρὸς Φιλιππησίους     | 4                 | Paweł z Tarsu (niekwestionowane)             | 56-63                    | Rzym lub Efez (z niewoli)                                     | - Wykorzystanie podróży Epafrodyta                                                                  | - Pozdrowienia z więzienia - Współcierpienie z Chrystusem  |
| 12. | List do Kolosan                    | Kol            | Πρὸς Κολοσσαεῖς       | 4                 | Paweł z Tarsu bądź jego uczeń                | 52-61                    | Efez (52-54) / Cezarea (56-58) / lub Rzym (59-61) (z niewoli) | Wykorzystanie podróży Epafrasa                                                                      | - Dzieło zbawcze Chrystusa - Kwestie rodzinne              |
| 13. | 1 List do Tesaloniczan             | 1 Tes          | Πρὸς Θεσσαλονικεῖς Α' | 5                 | Paweł z Tarsu (niekwestionowane)             | 50-51 zima               | Korynt                                                        | - wyjaśnienie wątpliwości o końcu świata i zmarłych                                                 | - zmartwychwstanie                                         |
| 14. | 2 List do Tesaloniczan             | 2 Tes          | Πρὸς Θεσσαλονικεῖς Β' | 3                 | Paweł z Tarsu                                | 51-52                    | Korynt                                                        | - złe zrozumienie 1 Tes - czas przyjścia końca świata                                               | - paruzja - nie porzucać pracy                             |
| 15. | 1 List do Tymoteusza               | 1 Tm lub 1 Tym | Πρὸς Τιμόθεον Α'      | 6                 | Paweł z Tarsu                                | 65                       | Macedonia                                                     | kwestie pasterskie, herezje                                                                         | - normy i wskazówki organizacyjne dla Kościoła - pobożność |
| 16. | 2 List do Tymoteusza               | 2 Tm lub 2 Tym | Πρὸς Τιμόθεον Β'      | 4                 | Paweł z Tarsu                                | 67                       | Rzym                                                          | - świadectwo duchowe                                                                                | - wskazówki pasterskie                                     |
| 17. | List do Tytusa                     | Tt lub Tyt     | Πρὸς Τίτον            | 3                 | Paweł z Tarsu                                | 65-66                    | Macedonia                                                     | - organizacja Kościoła                                                                              | - Jezus Bogiem                                             |
| 18. | List do Filemona                   | Flm lub Filem  | Πρὸς Φιλήμονα         | 1                 | Paweł z Tarsu (niekwestionowane)             | 52-54 lub 62?            | Efez lub Rzym (z niewoli)                                     | - aby przyjął Onezyma, nawróconego niewolnika                                                       | - niewolnictwo                                             |
| 19. | List do Hebrajczyków/List do Żydów | Hbr lub Hebr   | Πρὸς ῾Εβραίους        | 13                | osoba ze środowiska Pawła z Tarsu (Apollos?) | 67? lub 75-90            | Italia (Rzym?)                                                | - dla nawróconych z judaizmu                                                                        | - prawdziwe kapłaństwo Chrystusa - wyższość NT nad ST      |

#### Listy powszechne
| Lp. | Tytuł księgi  | Sigla           | Tytuł grecki | Liczba rozdziałów | Tradycyjny autor     |
| --- | ------------- | --------------- | ------------ | ----------------- | -------------------- |
| 20. | List Jakuba   | Jk              | Ἰακώβου      | 5                 | Jakub Apostoł        |
| 21. | 1 List Piotra | 1 P lub 1 Piotr | Πέτρου Α'    | 5                 | Piotr Apostoł        |
| 22. | 2 List Piotra | 2 P lub 2 Piotr | Πέτρου Β'    | 3                 | Piotr Apostoł        |
| 23. | 1 List Jana   | 1 J lub 1 Jan   | Ἰωάννου Α'   | 5                 | Jan Ewangelista      |
| 24. | 2 List Jana   | 2 J lub 2 Jan   | Ἰωάννου Β'   | 1                 | Jan Ewangelista      |
| 25. | 3 List Jana   | 3 J lub 3 Jan   | Ἰωάννου Γ'   | 1                 | Jan Ewangelista      |
| 26. | List Judy     | Jud             | Ἰούδα        | 1                 | Juda Tadeusz Apostoł |

### Księgi prorockie
| Lp. | Tytuł księgi                            | Sigla      | Tytuł grecki       | Liczba rozdziałów | Tradycyjny autor |
| --- | --------------------------------------- | ---------- | ------------------ | ----------------- | ---------------- |
| 27. | Apokalipsa św. Jana/Objawienie św. Jana | Ap lub Obj | Ἀποκάλυψις Ἰωάννου | 22                | Jan Ewangelista  |